# Edgar Manuczarian
Edgar Manuczarian, orm. Էդգար Մանուչարյան (ur. 19 stycznia 1987 w Erywaniu) – ormiański piłkarz grający na pozycji napastnika, reprezentant Armenii.

## Kariera piłkarska

### Kariera klubowa
Edgar Manuczarian swoją karierę zaczynał w armeńskim FC Pjunik. Wyróżniał się tam mimo młodego wieku. W 43 meczach strzelił 38 goli. Zaowocowało to transferem latem 2005 do zespołu juniorów, a następnie seniorów holenderskiego zespołu AFC Ajax. W sezonie 2006/2007 rzadko wychodził w podstawowym składzie Ajaksu przez częste kontuzje, a w następnym 2007/2008 nie rozegrał żadnego meczu w wyjściowej jedenastce. 6 sierpnia 2009 został wypożyczony do Haarlemu. 3 lutego 2010 po tym, jak Haarlem zbankrutował, ponownie został wypożyczony, tym razem do AGOVV Apeldoorn. W lipcu 2010 Manuczarian zerwał kontrakt z Ajaksem Amsterdam, który obowiązywał go do lata 2011. Jako wolny agent powrócił do Armenii do swego macierzystego klubu FC Pjunik. W latach 2011–2018 grał w klubie Urał Jekaterynburg.

### Kariera reprezentacyjna
W reprezentacji Armenii gra od 2004. W 28 spotkaniach zdobył 5 bramek.

## Sukcesy i odznaczenia

### Sukcesy klubowe
- mistrz Armenii: 2002, 2003, 2004, 2010
- zdobywca Pucharu Armenii: 2002, 2004
- zdobywca Superpucharu Armenii: 2002, 2004, 2010
- wicemistrz Holandii: 2007
- zdobywca Pucharu Holandii: 2006, 2007

### Sukcesy indywidualne
- najlepszy piłkarz Armenii: 2004
- król strzelców Mistrzostw Armenii: 2004